# 일과 사랑
《일과 사랑》은 1993년 10월 23일부터 1994년 4월 3일까지 방영된 SBS 주말극장으로, 일과 사랑의 갈등을 해소해 나가는 문상희와 자기 중심적 사고방식의 소유자인 문은영을 위주로 일과 사랑, 현대여성의 진정한 삶의 의미를 담고자 한 멜로 드라마다.
한편, 캐스팅 문제 때문에 어려움을 겪어왔는데 최명길 강석우 유인촌 이덕화 등이 물망에 올랐으나 모두 실패하자 한혜숙 이영하 노주현(중도하차) 등으로 최종 확정됐으며 불미스러운 일로 인해 한동안 드라마 활동이 뜸해진 임옥경(희수 역)이 해당 작품을 통해 드라마 활동을 재개했지만 그 이후 또다시 활동이 전무해졌다.

## 줄거리
노처녀인 상희는 자기 일에 충실하며 감정이 풍부한 40대의 패션 디자이너다. 그녀는 알콜중독에 걸린 아내와 이혼하고 딸 빛나를 홀로 키우는 출판사 사장 윤호와 운명적인 사랑에 빠진다. 그러나 행복도 잠깐 윤호는 암으로 죽고, 말없이 상희를 지켜보던 기준은 연민과 사랑으로 상희와 빛나를 지켜준다. 한편 상희의 조카 은영은 자기표현이 강한 신세대로 그녀는 상희의 헌신적인 사랑과 결혼을 이해하지 못하며 조건 좋은 배필을 만나기 위해 사랑의 외줄타기 곡예를 벌인다.

## 등장 인물
- 한혜숙 : 문상희 역
- 이영하 : 서기준 역
- 노주현 : 이윤호 역 (중도 하차)
- 김자옥 : 지선애 역
- 나현희 : 문은영 역
- 김명수 : 성훈 역
- 남지헌 : 준영 역
- 윤소정 : 서기숙 역
- 김동주
- 이광수 : 광수 역
- 이상숙
- 이주경 : 재선 역
- 임옥경 : 희수 역
- 신복숙
- 윤해영
- 장동직
- 서권순
- 신구
- 이현경

## 결방
- 1994년 3월 18일 : <제3극장> '당신들의 침묵' 상편 편성[3]
- 1994년 3월 19일 : <제3극장> '당신들의 침묵' 하편 편성[3]

## 참고 사항
- 한혜숙은 해당 작품으로 3년 만에 연기활동을 재개하였으며 KBS 이외의 방송국 드라마에 출연하는 것은 처음이었다.[4][5]
- 작가와 연기자들 사이의 마찰과 집필 거부 등의 이유로 작가가 교체되자[6] 홍승연 작가는 방영금지 가처분을 신청하였다.[7]
- TV 드라마 사상 처음으로 법원으로부터 방영금지 가처분을 받았으며 이에 따라 1994년 3월 18일, 19일 결방되었다.[3] 이에 SBS 측은 법원에 '가처분 결정에 대한 이의신청'을 냈다. 홍승연 작가가 3월 25일 가처분 신청을 취하하자 3월 26일부터 방영이 재개되었으며, 당초 미방영분 6회를 4회로 줄여 4월 3일 46회를 마지막으로 막을 내렸다.[8]
- 이 과정에서 노주현(이윤호 역)이 작가 교체에 반발하여 중도하차했다.[9]